# Greatest Hits (álbum de Night Ranger)
Greatest Hits es un álbum recopilatorio de la banda estadounidense de hard rock Night Ranger  y fue publicado por MCA Records en formato de disco de vinilo, casete y disco compacto en el año de 1989.

## Descripción
Este compilado discográfico contiene canciones de los cinco primeros álbumes de estudio del grupo, lanzados entre 1982 y 1988, también por MCA. La edición en disco compacto numera dos temas extras: «Eddie's Coming Out Through» y «Rumours in the Air».

## Recepción y crítica
Aunque el disco no consiguió entrar en los listados de éxitos estadounidenses, Greatest Hits logró certificación de oro por parte de la Recording Industry Association of America —traducido al español: Asociación de la Industria Grabada de Estados Unidos— en 1994. En Japón sucedió completamente al revés, ya que se ubicó en la 100.ª posición en las listas del Oricon, pero no fue certificado en aquel país.
Mike DeGagne, editor de Allmusic, mencionó en su reseña a este recopilado que «debido a que los álbumes de estudio solamente contienen una pequeña dosis de material fuerte, Greatest Hits es la parada esencial del mejor trabajo del grupo».  DeGagne sentenció que «este es el único álbum de la banda que necesitarás obtener».

## Lista de canciones
Versiones de vinilo de 7 pulgadas y casete

| Lado A |                                                               |                                   |          |  |
| N.º    | Título                                                        | Escritor(es)                      | Duración |  |
| 1.     | «(You Can Still) Rock in America» (de Midnight Madness, 1983) | Jack Blades / Brad Gillis         | 4:16     |  |
| 2.     | «Sing Me Away» (de Dawn Patrol, 1982)                         | Blades / Kelly Keagy              | 4:10     |  |
| 3.     | «Goodbye» (de Seven Wishes, 1985)                             | Blades / Jeff Watson              | 4:22     |  |
| 4.     | «When You Close Your Eyes» (de Midnight Madness, 1983)        | Blades / Gillis / Alan Fitzgerald | 4:19     |  |
| 5.     | «Sister Christian» (de Midnight Madness, 1983)                | Kelly Keagy                       | 5:03     |  |

| Lado B |                                                                      |                                                      |          |  |
| N.º    | Título                                                               | Escritor(es)                                         | Duración |  |
| 6.     | «Don't Tell Me You Love Me» (de Dawn Patrol, 1982)                   | Jack Blades                                          | 4:22     |  |
| 7.     | «Sentimental Street» (de Seven Wishes, 1985)                         | Jack Blades                                          | 4:14     |  |
| 8.     | «The Secret of My Success» (de Big Life, 1987)                       | Blades / David Foster / Tommy Keane / Michael Landau | 4:27     |  |
| 9.     | «Restless Kind» (de Man in Motion, 1988)                             | Blades / Keagy                                       | 4:41     |  |
| 10.    | «Four in the Morning (I Can't Take Anymore)» (de Seven Wishes, 1985) | Jack Blades                                          | 3:54     |  |
| 43:48  |                                                                      |                                                      |          |  |

| Versión de disco compacto |                                                     |              |          |  |
| N.º                       | Título                                              | Escritor(es) | Duración |  |
| 11.                       | «Eddie's Coming Out Through» (de Dawn Patrol, 1982) | Jack Blades  | 4:38     |  |
| 12.                       | «Rumours in the Air» (de Midnight Madness, 1983)    | Jack Blades  | 4:33     |  |
| 53:09                     |                                                     |              |          |  |

## Créditos

### Night Ranger
- Jack Blades — voz principal y bajo
- Kelly Keagy — voz principal y batería
- Brad Gillis — guitarras acústica, eléctrica y coros
- Jeff Watson — guitarras acústica y eléctrica
- Alan Fitzgerald — teclados y coros (excepto en «Restless Kind»)
- Jesse Bradman — teclados y coros (sólo en «Restless Kind»)

### Productores
- Pat Glasser
- Kevin Elson
- Wally Buck
- David Foster
- Keith Olsen
- Brian Foraker
- David Cole

## Certificaciones
| País           | Asociación                                | Certificación | Unidades vendidas |
| -------------- | ----------------------------------------- | ------------- | ----------------- |
| Estados Unidos | Recording Industry Association of America | Oro           | 500 000           |

## Listas
| Año  | País  | Lista                | Posición máxima |
| ---- | ----- | -------------------- | --------------- |
| 1988 | Japón | Oricon Albums Charts | 100.º           |